# Céide Fields

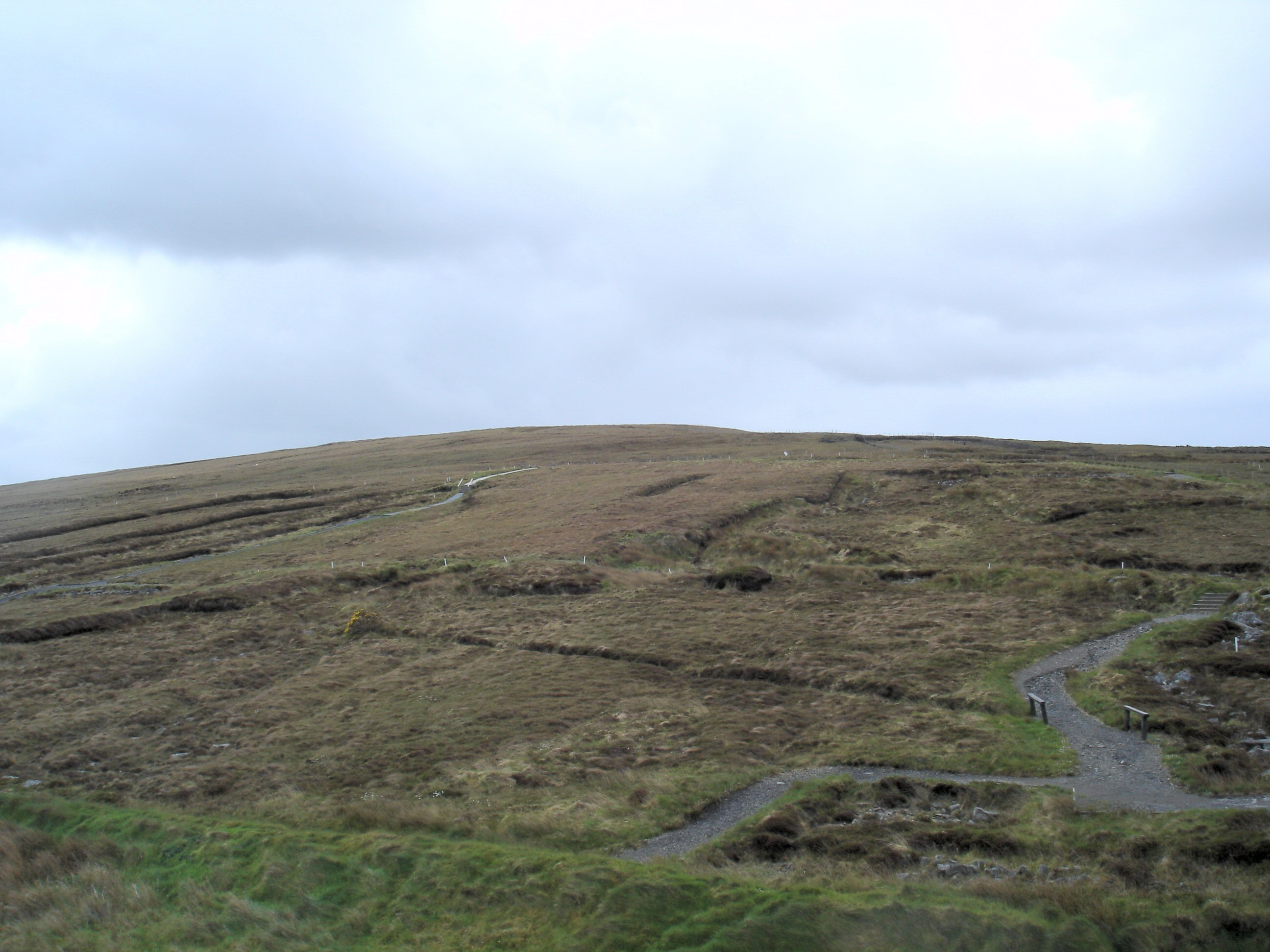
Ceide Fields

Die Céide Fields (irisch Achaidh Chéide) gehören zu den größten neolithischen Feldsystemen der Welt an der Nordwestküste Irlands im County Mayo. Einer abweichenden Interpretation des archäologisch erschlossenen Materials zufolge sind sie eher in die Bronzezeit zu datieren. Sie befinden sich 30 km nordwestlich  von Ballina an der Steilküste.

## Name
Benannt sind die Felder nach dem Céide Hill, einem Hügel in ihrer Mitte. „Céide“ ist die irische Bezeichnung für einen Hügel mit einer abgeflachten Spitze.

## Ausgrabungen
Im Ausgrabungsgelände wurden die eingefallenen Mauern der Grundstücksgrenzen freigelegt und ihr Verlauf durch weiße Pflöcke gekennzeichnet.
1993 wurde am Fuße eines Hügels ein pyramidenförmiges Besucherzentrum eröffnet. Im nahegelegenen Belderberg besteht ein Forschungszentrum.

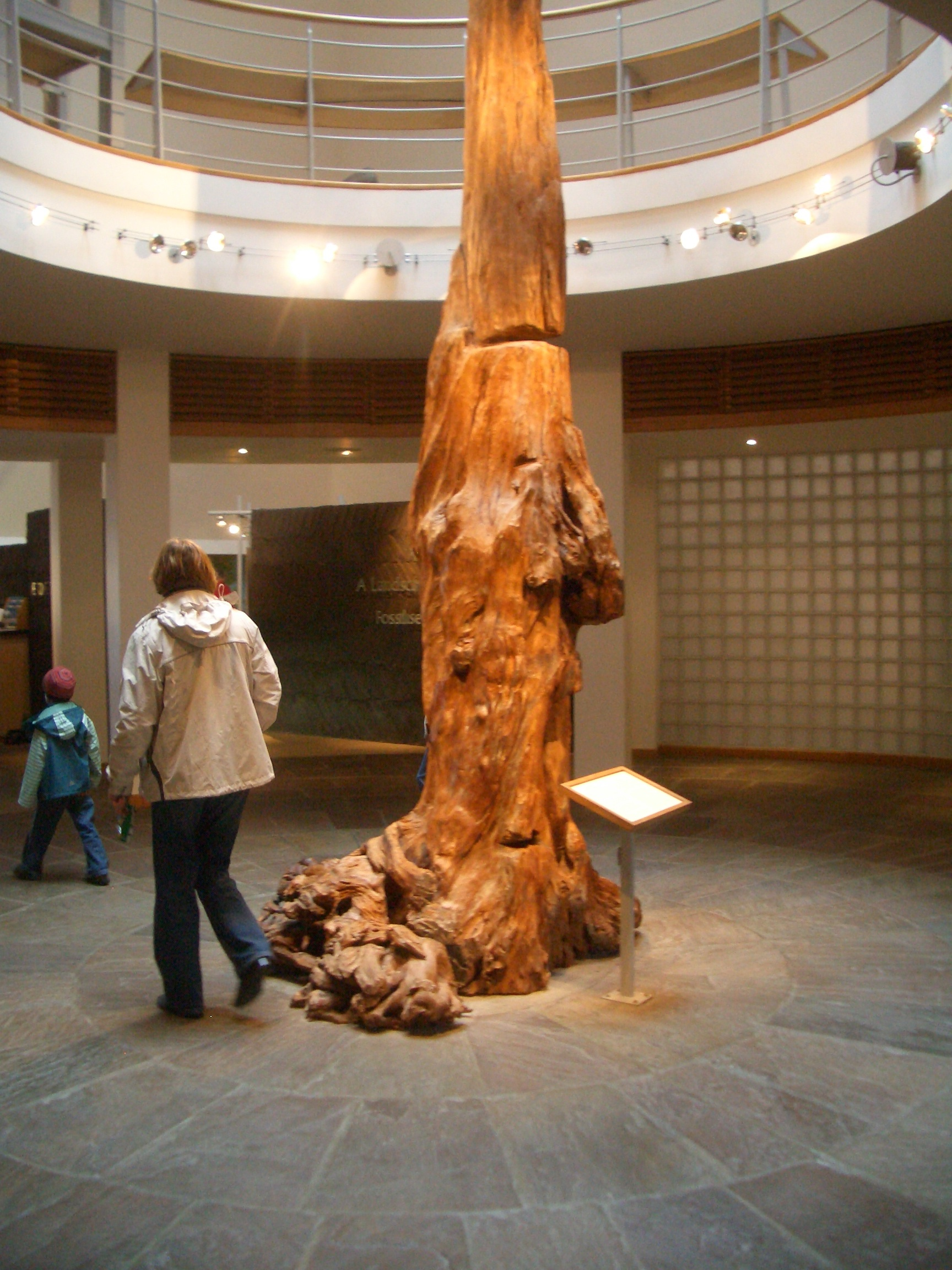
Neolithische Moorkiefer
im Besucherzentrum

## Entdeckungsgeschichte
Im Jahre 1930 entdeckte der Lehrer Patrick Caulfield aus Belderrig beim Torfstechen tief unter dem Torf regelmäßig verlaufenden Mauerreste. Sein Sohn Seamus Caulfield studierte später Archäologie und machte die Fundstelle in den 1970er Jahren wissenschaftlich bekannt. Bei den Untersuchungen kamen Feldkomplexe, Teile von Häusern (z. B. ein bronzezeitliches Rundhaus mit Feuerstelle) und Megalithanlagen ans Tageslicht, die durch das Wachstum des Hochmoores verborgen waren. Bei den Forschungsarbeiten werden die Mauern unter dem Torf zerstörungsfrei mit bis zu vier Meter langen Bohrstangen sondiert. Das volle Ausmaß der Anlage ist noch nicht erfasst.

## Deutung
Vor 5000 bis 6000 Jahren bestand hier eine Siedlung mit Feldern. Die jungsteinzeitlichen Bewohner lebten anscheinend auf Einzelgehöften, die durch gerade Mauern voneinander abgetrennt waren. Vermutlich bildeten sie eine gut organisierte Gemeinschaft von Ackerbauern und Viehhaltern, die das Land in gleichmäßige Blöcke aufteilten und große Waldflächen rodeten.